# جون تورنر (لاعب كريكت بريطاني)
جون تورنر (2 يناير 1949 في المملكة المتحدة - 13 سبتمبر 2012 في المملكة المتحدة) (بالإنجليزية: John Turner)‏ هو لاعب كريكت بريطاني. لعب مع Buckinghamshire County Cricket Club ‏ والمقاطعات الوطنية للكريكيت الإنجليزي والويلزي ‏.

## وصلات خارجية
- جون تورنر على موقع إي آس بي آن كريك إنفو (الإنجليزية)